# Peter Neidhart
Peter Neidhart (* 14. Juli 1981 in Wien; † 22. Dezember 2023 ebenda) war ein österreichischer Fußballspieler.

## Leben und Karriere
Peter Neidhart wuchs in Wien auf, wo er seine schulische Laufbahn absolvierte und auch zeitlebens wohnte.
Ab seinem 7. Lebensjahr war Neidhart als Fußballspieler tätig und wechselte in seiner Jugend mehrfach die Vereine, um Profifußballer zu werden. Seine erste Wirkungsstätte war der Wiener Sport-Club, für den er rund 13 Jahre lang spielte. Der 1,68 m große Neidhart war als Mittelfeldspieler aktiv. In seiner Laufbahn spielte er bei mehreren Vereinen, so auch von 2001 bis 2007 beim Wiener Sportklub, von Juli 2007 bis Juni 2008 beim SK Rapid Wien, von Juli 2008 bis Juni 2010 beim SV Horn, von Juli 2010 bis zum Juni 2011 beim Floridsdorfer AC und zuletzt stand er bis Juni 2018 beim Sportverein Stetten unter Vertrag. Insgesamt absolvierte Neidhart 311 Spiele, wobei er 25 Tore erzielte. Er bekam dabei 63 gelbe und 5 gelb-rote Karten sowie eine rote Karte. Zum 30. Juni 2018 beendete er seine aktive Laufbahn als Fußballspieler.
Neidhart erkrankte im Jahr 2019 an Magenkrebs und unterzog sich daraufhin fast 30 Mal einer Chemotherapie. Am 22. Dezember 2023 starb Neidhart im Alter von 42 Jahren an den Folgen seiner Krebserkrankung.